# Richard Phelan
Richard Phelan ist ein britischer Animator und Filmregisseur.

## Leben
Richard Phelan studierte Animation an der University of Wolverhampton und machte seinen Master of Arts an der National Film and Television School in Animationsregie. Sein Abschlussfilm war der Kurzfilm Damned, der auf dem China International Cartoon and Digital Art Festival sowie von der Royal Television Society mit dem Preis als beste Abschlussarbeit ausgezeichnet wurde.
Anschließend war er als Storyboard Artist und Drehbuchautor bei Shaun das Schaf aktiv. Der Kurzspielfilm Shaun das Schaf – Die Lamas des Farmers, zu dem er das Drehbuch schrieb, erhielt 2016 einen Goldenen Spatz. Als Regisseur kümmerte er sich auch um den 2019 veröffentlichten Film Shaun das Schaf – UFO-Alarm. Dieser wurde für die Oscarverleihung 2021 als Bester animierter Spielfilm nominiert.

## Filmografie

### Regie
- 2011: Damned (Kurzfilm)
- 2019: Shaun das Schaf – UFO-Alarm (A Shaun the Sheep Movie: Farmageddon)

### Art Departement
- 2012: Shaun the Sheep Championsheeps
- 2012: Tooned
- 2012–2013: Shaun das Schaf (Shaun the Sheep)
- 2015: Shaun das Schaf – Der Film (Shaun the Sheep Movie)
- 2015: Shaun das Schaf – Die Lamas des Farmers (Shaun the Sheep: The Farmer's Llamas)
- 2019: Early Man – Steinzeit bereit (Early Man)